# Escotismo em Portugal
Em Portugal, o escotismo/escutismo surge via Hong Kong e Macau em 1911 pela mão de Álvaro de Melo Machado. Em janeiro de 2008 chegava a 73181 membros

## Promessa Escoteira portuguesa
Compromisso de Honra de Escoteiro (Associação dos Escoteiros de Portugal)
Prometo por minha Honra fazer o meu melhor por: Cumprir os meus deveres para com a minha Fé (ou outra alusão da natureza religiosa, podendo ser omitido) e a Pátria; Auxiliar o Próximo em todas as circunstâncias; Viver segundo a Lei do Escoteiro.
Promessa de Lobito (Associação dos Escoteiros de Portugal) 
Prometo fazer o Melhor Possível por: Amar a Deus (ou outra alusão da natureza religiosa, podendo ser omitido) e a minha família; Praticar diariamente uma Boa Acção; Cumprir a Lei da Alcateia.
Promessa de Lobito (Corpo Nacional de Escutas) 
Prometo da melhor vontade: ser amigo de Jesus amando os outros, respeitar a Lei da Alcateia, praticar diariamente uma boa acção.
Promessa de Escuteiro (Corpo Nacional de Escutas)
Prometo pela minha honra e com a graça de Deus fazer todos os possíveis por: Cumprir os meus deveres para com Deus, a Igreja e a Pátria, auxiliar o meu semelhante em todas as circunstancias, e obedecer à Lei do Escuta.
Promessa de Escoteiro (Associação das Guias e Escuteiros da Europa)

Por minha honra e com a graça de Deus, comprometo-me a servir com todas as minhas forças: Deus, a Igreja, a Pátria e a Europa, a ajudar o próximo em todas as circunstâncias e observar a Lei do Escuteiro.

## Lei Escoteira portuguesa
Lei do Escoteiro (Associação dos Escoteiros de Portugal)
1. O Escoteiro é verdadeiro e a sua palavra é sagrada.
2. O Escoteiro é leal.
3. O Escoteiro é prestável.
4. O Escoteiro é amigo de todos e irmão dos demais escoteiros.
5. O Escoteiro é cortês.
6. O Escoteiro é respeitador e protector da natureza.
7. O Escoteiro é responsável e disciplinado.
8. O Escoteiro é alegre e sorri perante as dificuldades.
9. O Escoteiro é económico, sóbrio e respeitador dos bens dos outros.
10. O Escoteiro é íntegro nos pensamentos, palavras e acções.

Lei da Alcateia (Associação dos Escoteiros de Portugal)
1. O Lobito escuta o Velho Lobo.
2. O Lobito não se escuta a si próprio.

Máximas da Selva (Associação dos Escoteiros de Portugal)
1. O Lobito pensa em primeiro lugar no Próximo.
2. O Lobito abre os olhos e apura os ouvidos.
3. O Lobito é asseado.
4. O Lobito diz sempre a Verdade.
5. O Lobito é alegre.

Lei do Escuta (Corpo Nacional de Escutas)
1. A honra do Escuta inspira confiança.
2. O Escuta é leal.
3. O Escuta é útil e pratica diariamente uma boa acção.
4. O Escuta é amigo de todos e irmão de todos os outros escutas.
5. O Escuta é delicado e respeitador.
6. O Escuta protege as plantas e os animais.
7. O Escuta é obediente.
8. O Escuta tem sempre boa disposição de espírito.
9. O Escuta é sóbrio, económico e respeitador do bem alheio.
10. O Escuta é puro nos pensamentos, nas palavras e nas acções.

Lei do Escuteiro (Associação das Guias e Escuteiros da Europa)
1. O Escuteiro empenha a sua honra para merecer confiança.
2. O Escuteiro é leal à sua Pátria, Pais, Chefes e Subordinados.
3. O Escuteiro é feito para servir e salvar o próximo.
4. O Escuteiro é amigo de todos e irmão de todos os outros Escuteiros.
5. O Escuteiro é cortez e cavalheiresco.
6. O Escuteiro vê na Natureza a obra de Deus, respeita as plantas e os animais.
7. O Escuteiro obedece sem réplica e nao deixa nada a meio.
8. O Escuteiro é dono de si, sorri e canta nas dificuldades.
9. O Escuteiro é económico e respeito os bens dos outros.
10. O Escuteiro é puro nos pensamentos, palavras e acções.

## História

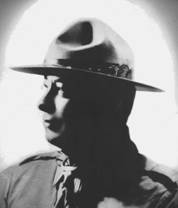
Álvaro de Melo Machado, Fundador do Escotismo Português

Em Portugal, o escotismo surge via Hong Kong e Macau em 1911, com um grupo de boy-scouts fundado pelo então Tenente Álvaro de Melo Machado, com o 1º Grupo em território continental Português na Associação Cristã da Mocidade e 2º Grupo na Lapa, hoje na Ajuda, a aparecerem em 1912, ambos ainda em atividade, sendo com o 3º Grupo constituída a Associação dos Escoteiros de Portugal - Escotismo para Todos, em 1913 chefiada pelo então Tenente Álvaro de Melo Machado. Em 1923 foi fundado o Corpo Nacional de Escutas — Escutismo Católico Português. Porque o Estado Novo não apoiava a Associação dos Escoteiros de Portugal, foi através do Corpo Nacional de Escutas que o Movimento chega às então províncias ultramarinas portuguesas: Angola, Cabo Verde,  Guiné-Bissau, Moçambique, São Tomé e Príncipe e Timor-Leste. As ocupações militares e situações de guerra civil que dominaram estes países nos cerca de 20 anos após as respetivas independências foram responsáveis pelo quase desaparecimento do Escutismo nesses países, tendo, no entanto, ressuscitado e estando hoje em franco desenvolvimento, ajudado pelas associações congéneres portuguesas e brasileiras. 
Os regimes totalitários nunca se deram bem com o Escutismo, que apregoa a responsabilidade individual, a democracia e a paz. O Escutismo foi suprimido em várias ditaduras, bem como por exemplo, na Espanha falangista, na Alemanha nazi, na Itália fascista, etc.
Em Portugal, o Movimento Escutista chegou a ser suprimido pela ditadura de António de Oliveira Salazar, mas a pronta intervenção do Arcebispo de Braga Dom Manuel Vieira de Matos, fundador do Corpo Nacional de Escutas, permitiu que se voltasse atrás nesta decisão, o que salvou tanto o Corpo Nacional de Escutas como a AEP de sofrerem o mesmo destino das suas congéneres espanholas. O Escotismo em Portugal, embora com limitações e a concorrência da associação juvenil estatal, continuou a cumprir a sua missão educativa.

## Divisões
Para melhorar o aprendizado do escoteiro divide-se em seções:

Associação de Escoteiros de Portugal
- Alcateia: 06 aos 10 anos. São chamados de Lobitos, divididos em Bandos (grupos de quatro a seis Lobitos). Trabalha-se usando como imaginário a história do Livro da Selva (Mogli, o menino lobo) para ajudar a transmitir os valores e conceitos;

- Tribo de Escoteiros: 10 aos 13 a 14 anos. São os Escoteiros (segundo a nova denominação), divididos em patrulhas de seis a oito jovens. Cada patrulha tem um animal como totem, respondendo pelo nome do mesmo. A mística da Tribo é baseada principalmente nas tribos africanas. O período por que estes jovens passam é crucial no desenvolvimento do carácter pessoal de cada um, tentando-se assim dar uma formação complementar no que toca à independência do indivíduo, mas nunca descuidando a importância da comunicação e cooperação com as restantes pessoas no seu meio. Trabalha-se a aventura, através da vida ao ar livre;

- Tribo de Exploradores:  14 aos 17 anos. São os Exploradores (segundo a nova denominação), divididos em patrulhas de seis a oito elementos. A mística é baseada nos povos exploradores. Foca-se no autoconhecimento, na aceitação e aprimoramento das características pessoais, no aperfeiçoamento das capacidades sociais e também num desenvolvimento físico saudável. Trabalha-se com o desafio aos limites, tanto físico, quanto intelectual, social e espiritual;

- Clã: 16 1/2 aos 21 anos. São os Caminheiros, que se organizam em equipas temporárias com mínimo de dois elementos. Têm como objetivo realizar empreendimentos que vão ao encontro das suas necessidades e interesses pessoais. As equipas formam-se em cada Trimestre, agregando os caminheiros que escolheram um determinado projeto (empreendimento). As equipas adotam uma designação relacionada com o empreendimento.

Corpo Nacional de Escutas
- Alcatéia: seis aos dez anos. São chamados de Lobitos, divididos em Bandos (grupos de quatro a seis Lobitos). Tem como patrono São Francisco de Assis;

- Expedição (Corpo Nacional de Escutas) ou Flotilha (Corpo Nacional de Escutas — Marítimos): dez aos 14 anos. São os Exploradores ou Moços, divididos em Patrulhas ou Tripulações de seis a oito jovens. Trabalha-se a aventura, através da vida ao ar livre. Tem como patrono São Tiago;

- Comunidade (Corpo Nacional de Escutas) ou Frota (Corpo Nacional de Escutas — Marítimos):  14 a 15 aos 17 a 18 anos. São os Pioneiros ou Marinheiros, divididos em patrulhas ou equipagens (patrulhas ou equipagens de seis a oito). Trabalha-se com o desafio aos limites, tanto físicos, quanto intelectuais, sociais e espirituais. No Corpo Nacional de Escutas, tem como patrono São Pedro;

- Clã (Corpo Nacional de Escutas) ou  Comunidade (Corpo Nacional de Escutas — Marítimos): 18 aos 22 anos. São os Caminheiros ou Companheiros, que se organizam em equipas ou companhias de quatro a oito elementos. Tem como objetivo trabalhar o serviço ao próximo, como forma de melhorar a sociedade em que vivemos. No Corpo Nacional de Escutas, tem como patrono São Paulo.

Associação das Guias e Escuteiros da Europa - Portugal

Todos os Ramos (Amarelo, Verde e Vermelho) estão divididos por sectores: Guidista (Feminino) e Escutista (Masculino).
- Ramo Amarelo: Clareira ou Alcatéia: dos 8 aos 12 anos. São chamados de Lobitas(os), divididos em Bandos (Branco, Cinzento, Negro e Castanho), que são compostos por seis elementos. Todos os ensinamentos giram à volta da história de Mogli, criada por Rudyard Kipling, em O Livro da Selva.

- Ramo Verde: Companhia ou Tribo: dos 12 aos 17 anos. As Guias e os Escuteiros estão divididos em Patrulhas, cada uma com 5 a 8 elementos. Cada Patrulha tem o seu totem e grito, chefe de patrulha e santo patrono. As Guias e Escuteiros regem-se pela sua Lei e Princípios da Federação do Escutismo Europeu, assim como pelo Escutismo Para Rapazes de Sir Robert Baden-Powell.

- Ramo Vermelho: Fogo ou Clã: a partir dos 17 anos. As Guias-Mais-Velhas e os Caminheiros estão divididos em Fogos ou Clãs, que se agrupam a nível das províncias. Vivem uma vida de serviço escutista, laica e religiosa.

## Conjuntura
O escotismo português foi fundado pelo Almirante Álvaro de Melo Machado (então tenente) ao criar o primeiro grupo de escoteiros portugueses em Macau em 1911 e mais tarde ao fundar a Associação dos Escoteiros de Portugal, fundadora da Organização Mundial do Movimento Escoteiro conjuntamente com as suas congéneres de outros países e sob a coordenação de Sir Robert Baden-Powell.
Em Portugal, o Corpo Nacional de Escutas e a Associação dos Escoteiros de Portugal agrupam-se na Federação Escutista de Portugal ou Federação Escotista de Portugal, que é a estrutura reconhecida pela Organização Mundial do Movimento Escoteiro. Existe uma enorme diferença de tamanho (o Corpo Nacional de Escutas, com 75 mil jovens, é 10 vezes maior que a Associação dos Escoteiros) e de implantação. O relacionamento entre as duas associações é cordial.
Ambas as associações estão divididas em regiões, não coincidentes. As regiões do Corpo Nacional baseiam-se nas dioceses católicas e as da Associação dos Escoteiros são definidas em função das necessidades. No Corpo Nacional, as regiões maiores (Braga, Porto, Coimbra, Lisboa) estão divididas em Núcleos. Na Associação dos Escoteiros de Portugal - Escotismo para Todos, os núcleos podem ser constituídos em qualquer região.  
Todos os adultos que trabalham com jovens são voluntários. Em Portugal, a frequência de cursos é obrigatória antes do adulto ser dirigente. Muito mais do que apenas fornecer atividades, o objetivo dos dirigentes é acompanhar os jovens no seu crescimento, permitindo a estes realizarem as atividades de que gostam, e aprendendo e desenvolvendo-se no processo.
A Associação das Guias e Escuteiros da Europa não é reconhecida pela Organização Mundial do Movimento Escoteiro.